# Rezerwat przyrody Jamno
Rezerwat przyrody Jamno – leśny rezerwat przyrody położony w gminie Szadek, powiecie zduńskowolskim (województwo łódzkie).
Znajduje się na terenie sołectwa Kotliny, obok przysiółka Jamno. Dojechać do niego można szosą Szadek – Rossoszyca. Z tej szosy kierunkowskaz ze wsi Kotliny do Jamna. Jest to leśnictwo Jamno, uroczysko „Kobyla-Jamno”, w obrębie nadleśnictwa Poddębice.
Utworzony Zarządzeniem nr 401 Ministra Leśnictwa i Przemysłu Drzewnego z 25 listopada 1959 r. Zajmuje powierzchnię 22,35 ha. Celem ochrony rezerwatu jest zachowanie ze względów naukowych i dydaktycznych naturalnego lasu dębowo-jodłowego o cechach grądu subkontynentalnego. Gatunkiem przeważającym jest jodła pospolita i występuje tu ona w pobliżu północnej granicy zasięgu tego gatunku. Najstarsze osobniki jodły mają ponad 160 lat, osiągają do 35 m wysokości i 2 m w obwodzie. Jodła stanowi blisko 60% drzewostanu, a dąb szypułkowy prawie 40%. Gatunki towarzyszące to: sosna, świerk, buk i grab.
Roślinność rezerwatu, której wiek jest różny, ma układ wielowarstwowy. Runo składa się głównie z gatunków borowych (borówka czarna, brusznica, widłak jałowcowaty, paprocie, orlica pospolita i in.), a także nielicznych gatunków grądowych (np. zawilec gajowy i perłówka zwisła).
Naliczono tu 152 gatunki roślin naczyniowych oraz 32 gatunki mszaków. Z ciekawych roślin tu występujących należy wymienić: paprotkę zwyczajną, gruszyczkę, widłaka jałowcowatego i gwiaździstego. Z grzybów występują m.in.: borowik szlachetny, podgrzybek zajączek, mleczaj rydz, koźlarz czerwony, pieprznik pomarańczowy, muchomor czerwony.
Według obowiązującego planu ochrony ustanowionego w 2018 roku, obszar rezerwatu objęty jest ochroną czynną. Dokonuje się m.in. zabiegów wprowadzania jodły, wycinania posuszu i ograniczania ekspansji grabu. Rezerwat stanowi przykład dynamicznego odnawiania się w sposób naturalny jodły na północnej granicy jej zasięgu.